# Leptolalax nokrekensis
Leptolalax nokrekensis — вид жаб родини азійські часничниці (Megophryidae).

## Поширення
Вид поширений лише у заповіднику Нокрек у штаті Мегхалая на півночі Індії на висоті 1050 м.